# Bruulpark (Ronse)
Het Bruulpark is een park in de Belgische stad Ronse (provincie Oost-Vlaanderen), gelegen aan Bruul en Sint-Pietersnieuwstraat.
Het park werd omstreeks 1800 aangelegd als l'Esplanade. Het ligt ten noorden van de Hoge Mote, en de huidige muziekkiosk van 1966 vervangt een eerder exemplaar dat halverwege de 19e eeuw werd gebouwd.
In het park vindt men de schutterijen van Sint-Sebastiaan en Sint-Hermes.
Op 22 juni 1952 werd een monument ter ere van de gesneuvelde Sint-Sebastiaanschutters onthuld aan de rand van het park (Antonia Depoortereplein). Dit omvat een beeld van Sint-Sebastiaan en een fontein, een creatie van architect Edgard Lelubre en beeldhouwer Geo Verbanck.
In 1964 werd een monument voor de slachtoffers van de Tweede Wereldoorlog geplaatst met een bronzen beeld door Jozef Cantré, Lente genaamd (1944).
Ten slotte is er een beeld ter ere van Modestus Stephanus Glorieux, een rooms-katholiek geestelijke die veel voor de armenzorg heeft betekend.